# Captafol
El captafol (1,2,3,6-tetrahidro-N-(1,1,2,2-tetracloroetilè) ftalimida) és una pols o sòlid cristal·lí (com la sorra) de color groc clar o beix amb una olor forta. És un plaguicida agrícola que no es fa servir ni produeix als Estats Units des del 2006, ja que la producció va ser prohibida en totes les seves formulacions i usos per ser nociu per a la salut humana i el medi ambient, des de 1986.

## Usos
Les tioftalimides són extensament utilitzades com a fungicides en llavors, cultius i producte emmagatzemat, tant fruites com verdures. S'utilitza també per protegir la fusta de la proliferació de fongs en troncs i en productes acabats de fusta per a construcció. El captafol va ser exclòs de les substàncies autoritzades per l’ús en productes de protecció de plantes en el 1986, va quedar prohibida la producció, ja que no és un element natural, o sigui que està produït i no es pot trobar a la naturalesa, l’ús i la comercialització de tots els productes de protecció de plantes que contenguin captafol. El captafol està designat com un producte químic CFP.

## Toxicitat
La seva toxicitat varia extremadament: alta per a peixos, d'alta a pràcticament nul·la per a insectes i de lleugera a moderada per a mol·luscs i zooplàncton. Pràcticament, no és tòxic per a aus i abelles.
El captafol ha causat al·lèrgia i dermatitis quan els homes han estat en contacte amb ell. S'ha reportat també, per greu irritació del tram respiratori i dermatitis al·lèrgica, danys oculars i altres efectes sistèmics. En un estudi limitat d'empleats implicats en la manufactura del captafol, cap excés significant de mortalitat no podria ser associat amb l'exposició a aquest plaguicida. En vista de la greu toxicitat induïda en animals d'experimentació amb repetides exposicions, incloent-hi una provada acció carcinogènica, l'exposició dels éssers humans hauria de ser mínima.